# Ana (mãe de Samuel)
Ana é uma personagem bíblica do Antigo Testamento, mencionada no livro de I Samuel como a mãe do profeta Samuel.
Segundo a história bíblica, Elcana, pai de Samuel, tinha duas esposas: Ana e Penina. Enquanto Penina tinha filhos, Ana era estéril.
Todos os anos, quando Elcana e sua família iam peregrinar no templo de Deus em Siló. Penina provocava Ana humilhando-a por causa da esterilidade.
Certa vez, Ana sentiu-se profundamente amargurada após ter sido provocada por Penina e, quando entrou no templo, começou a orar intensamente e chorava. Não dizia nenhuma palavra, mas comunicava-se com Deus através de seu coração, tendo feito uma promessa em que, caso tivesse um filho varão, este se tornaria um nazireu e iria servir desde criança à religião dedicando-se ao sacerdócio.
Deus atendeu o pedido de Ana e, assim que ela e seu marido retornaram para a residência da família nas montanhas de Efraim, Ana engravidou e teve um filho (Samuel).
Depois que Samuel desmamou, Ana, com o consentimento de Elcana, apresentou Samuel no templo e na ocasião compôs um belo cântico no estilo dos Salmos.

## Legado

### Protestantismo
Ana foi uma figura muito importante para o protestantismo inglês inicial, que enfatizou a importância da oração privada. Ana  também enfatizou para o protestantismo escocês, que a oração não precisa intercessão, e que nós não precisamos de um intercessor para se comunicar com Deus.

### Judaísmo
O Talmud de Jerusalém tomou Ana como um exemplo de oração. A história de Ana é a leitura de Haftarah para Rosh Hashanah. 

### Catolicismo e Ortodoxia
Na Catolicismo e na Ortodoxia, o dia da "Santa Ana" é comemorado no dia 9 de dezembro como a "Padroeira das Inférteis".

## Árvore genealógica
|        |        |        |        |        |        |        |        |        |        |     |     | Efraim |        |        |        |        |        |        |        |        |        |  |  |  |  |        |        |        |        |        |        |     |     |     |     |     |     |
|        |        |        |        |        |        |        |        |        |        |     |     |        |        |        |        |        |        |        |        |        |        |  |  |  |  |        |        |        |        |        |        |     |     |     |     |     |     |
|        |        |        |        |        |        |        |        |        |        |     |     | Zufe   |        |        |        |        |        |        |        |        |        |  |  |  |  |        |        |        |        |        |        |     |     |     |     |     |     |
|        |        |        |        |        |        |        |        |        |        |     |     |        |        |        |        |        |        |        |        |        |        |  |  |  |  |        |        |        |        |        |        |     |     |     |     |     |     |
|        |        |        |        |        |        |        |        |        |        |     |     | Toú    |        |        |        |        |        |        |        |        |        |  |  |  |  |        |        |        |        |        |        |     |     |     |     |     |     |
|        |        |        |        |        |        |        |        |        |        |     |     |        |        |        |        |        |        |        |        |        |        |  |  |  |  |        |        |        |        |        |        |     |     |     |     |     |     |
|        |        |        |        |        |        |        |        |        |        |     |     | Eliú   |        |        |        |        |        |        |        |        |        |  |  |  |  |        |        |        |        |        |        |     |     |     |     |     |     |
|        |        |        |        |        |        |        |        |        |        |     |     |        |        |        |        |        |        |        |        |        |        |  |  |  |  |        |        |        |        |        |        |     |     |     |     |     |     |
|        |        |        |        |        |        |        |        |        |        |     |     | Jeroão |        |        |        |        |        |        |        |        |        |  |  |  |  |        |        |        |        |        |        |     |     |     |     |     |     |
|        |        |        |        |        |        |        |        |        |        |     |     |        |        |        |        |        |        |        |        |        |        |  |  |  |  |        |        |        |        |        |        |     |     |     |     |     |     |
|        |        |        |        | Penina | Penina | Penina | Penina | Penina | Penina |     |     | Elcana | Elcana | Elcana | Elcana | Elcana | Elcana |        |        |        |        |  |  |  |  |        |        |        |        |        |        | Ana | Ana | Ana | Ana | Ana | Ana |
|        |        |        |        | Penina | Penina | Penina | Penina | Penina | Penina |     |     | Elcana | Elcana | Elcana | Elcana | Elcana | Elcana |        |        |        |        |  |  |  |  |        |        |        |        |        |        | Ana | Ana | Ana | Ana | Ana | Ana |
|        |        |        |        |        |        |        |        |        |        |     |     |        |        |        |        |        |        |        |        |        |        |  |  |  |  |        |        |        |        |        |        |     |     |     |     |     |     |
|        |        |        |        |        |        |        |        |        |        |     |     |        |        |        |        |        |        |        |        |        |        |  |  |  |  |        |        |        |        |        |        |     |     |     |     |     |     |
| Filho1 | Filho1 | Filho1 | Filho1 | Filho1 | Filho1 |        |        | ...    | ...    | ... | ... | ...    | ...    |        |        | Filhon | Filhon | Filhon | Filhon | Filhon | Filhon |  |  |  |  | Samuel | Samuel | Samuel | Samuel | Samuel | Samuel |     |     |     |     |     |     |